# Ceratomantis saussurii
Ceratomantis saussurii es una especie de mantis de la familia Hymenopodidae.

## Distribución geográfica
Se encuentra en Birmania, Borneo y Tailandia.